# Greet Hellemans
Greta „Greet“ Mettina Hellemans (* 25. Mai 1959 in Groningen) ist eine ehemalige niederländische Ruderin.

## Karriere
Die 1,80 m große Greet Hellemans ruderte bei den Weltmeisterschaften 1977 im niederländischen Doppelvierer, der den siebten Platz belegte. Nach einem fünften Platz 1978 und einem siebten Platz 1979 belegte der niederländische Doppelvierer den sechsten Platz bei den Olympischen Spielen 1980 in Moskau.
Bei den Weltmeisterschaften 1983 belegte Greet Hellemans im Doppelzweier zusammen mit ihrer Schwester Nicolette Hellemans den fünften Platz. Im Jahr darauf fehlten bei den Olympischen Spielen 1984 in Los Angeles wegen des Olympiaboykotts der Ostblockstaaten drei der vier Boote, die 1983 vor den Hellemans-Schwestern gelegen hatten. In Los Angeles siegten Mărioara Popescu und Elisabeta Lipă, die Weltmeisterschaftsdritten des Vorjahres; hinter den beiden Rumäninnen gewannen die Niederländerinnen Silber vor den Kanadierinnen. Die Hellemans-Schwestern traten auch mit dem niederländischen Achter an und gewannen in dieser Bootsklasse die Bronzemedaille hinter dem US-Boot und den Rumäninnen.
Drei Jahre nach Los Angeles trat Greet Hellemans bei den Weltmeisterschaften 1987 im Zweier ohne Steuerfrau an und belegte den neunten Platz.